# Blanca María Prósper
Blanca María Prósper Pérez es una lingüista española.

## Biografía
Es autora de títulos como Lenguas y religiones prerromanas del occidente de la Península Ibérica (2002), Vascos, celtas e indoeuropeos. Genes y lenguas (2005, junto a Francisco Villar Liébana), Estudio lingüístico del plomo celtibérico de Iniesta (2007), El bronce celtibérico de Botorrita. I (2008) y  The Indo-European Names of Central Hispania. A Study in Continental Celtic and Latin Word Formation (2016), entre otros. En 2019 fue nombrada catedrática de Lingüística Indoeuropea de la Universidad de Salamanca.